# Ancyrona diversa
Ancyrona diversa is een keversoort uit de familie schorsknaagkevers (Trogossitidae). De wetenschappelijke naam van de soort werd in 1921 gepubliceerd door Maurice Pic.